# Friedrich Ladegast

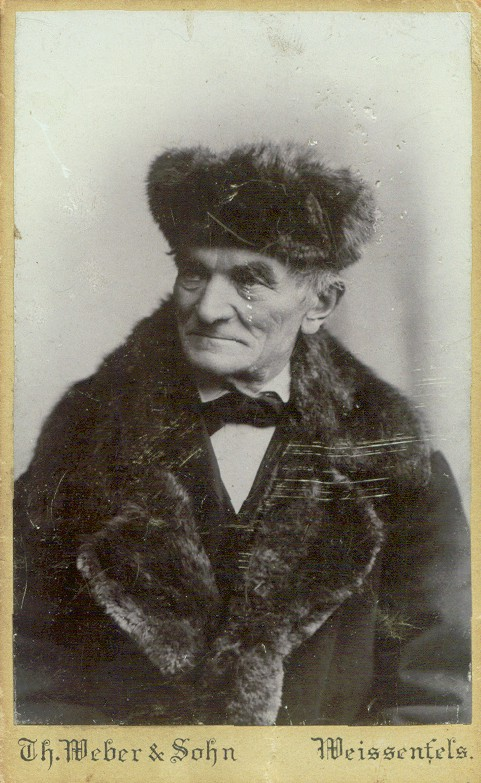
Friedrich Ladegast

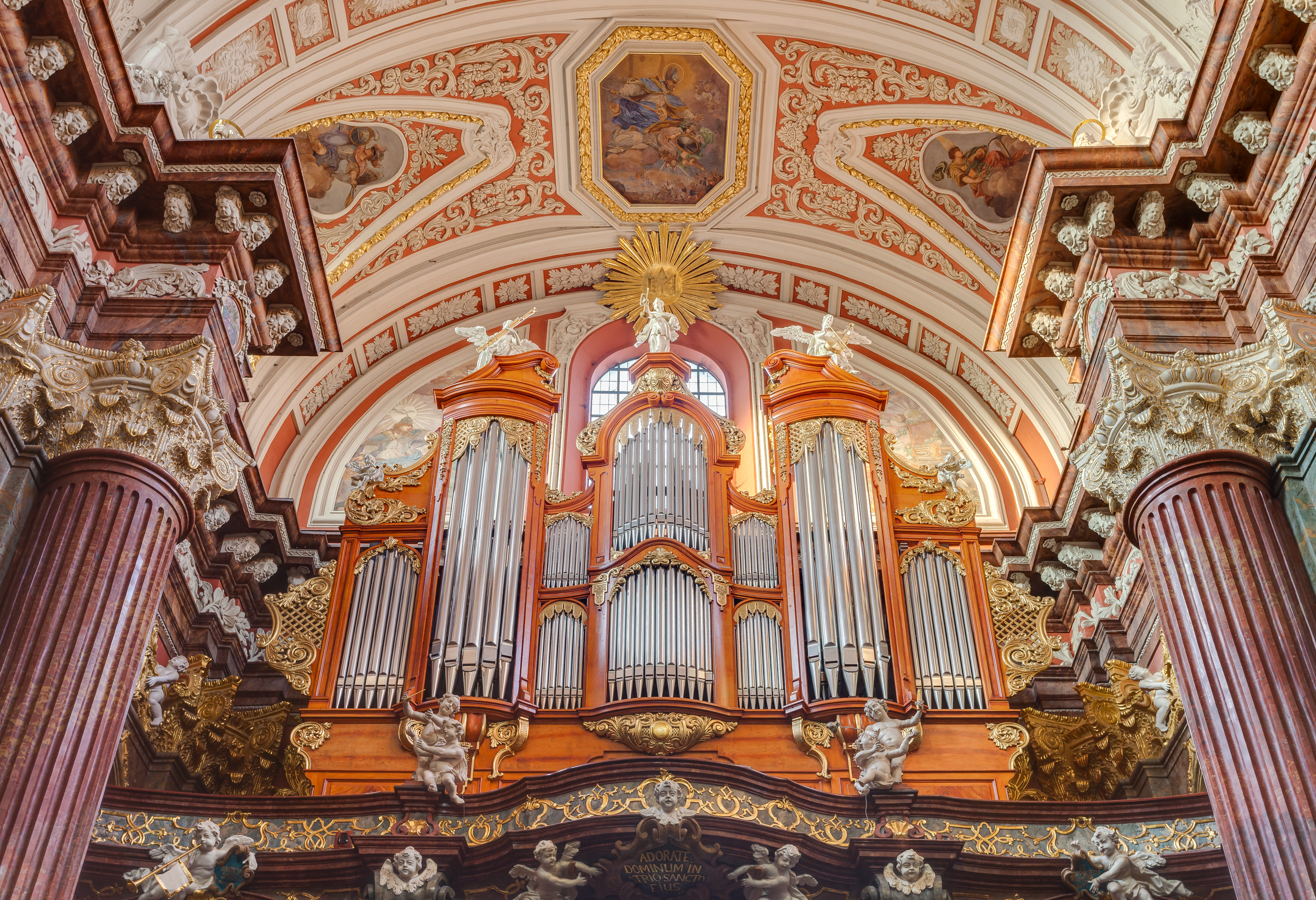
Organy zbudowane przez F. Ladegasta dla poznańskiej fary

Friedrich Ladegast (ur. 30 sierpnia 1818 w Hermsdorf, obecnie dzielnica Zettlitz, zm. 30 czerwca 1905 w Weißenfels), niemiecki organmistrz.
Wraz ze swym synem Oskarem (ur. 1859, zm. 1944) posiadał w Weißenfels znany warsztat. Najbardziej znane dzieła, spośród 156 udokumentowanych, to organy w katedrze w Merseburgu (budowane 1853—1855), kościele św. Mikołaja w Lipsku (1858–1862), jak również w katedrach w Schwerinie (1871), Tallinnie (1878) i słynnej sali koncertowej Musikverein (1872) w Wiedniu. 
W Polsce można zobaczyć organy Ladegasta i posłuchać ich wyjątkowego brzmienia w kościele farnym w Poznaniu oraz w Kościele św. Jakuba Większego Apostoła w poznańskiej Głuszynie (1883-1884). 